# Kinect Adventures!
Kinect Adventures! es un videojuego de acción para la Xbox 360 y fue el primer juego en el que se requería el sensor Kinect. Se lanzó a la par que el sensor como juego complementario. Es el videojuego más vendido para Xbox 360, con más de 24 millones de copias vendidas.

## El juego
Consiste en pequeños minijuegos cuyo nivel de dificultad aumenta progresivamente mientras se avanza.

### Carambola
El objetivo es simple: golpear las bolas que se dirigen al jugador e intentar romper los bloques con ellas. Las bolas pueden rebotar y en ocasiones, aparecerán varias y habrá que golpearlas todas a la vez.

### Río Abajo
En este minijuego hay que manejar con el cuerpo una balsa a través de un río.

### Cumbre de reflejos
Este es, quizás, el minijuego más activo de todos puesto que se necesita ser hábil y rápido. Se trata de ir sorteando los obstáculos mientras te mueves mediante rieles.

### Cosmoburbujas
Consiste en ir explotando las burbujas que se presentan.

### Tapagrietas
Como su nombre indica, consiste en tapar las grietas que causan los peces y evitar que se hunda el observatorio.